# Garde socken
Garde socken ingick i Gotlands södra härad, ingår sedan 1971 i Gotlands kommun och motsvarar från 2016 Garde distrikt.
Socknens areal är 28,91 kvadratkilometern allt land. År 2020 fanns här 184 invånare. Kyrkbyn Garde med sockenkyrkan Garde kyrka ligger i socknen. 

## Administrativ historik
Garde socken har medeltida ursprung. Socknen tillhörde Garde ting som i sin tur ingick i Burs setting i Sudertredingen.
Vid kommunreformen 1862 övergick socknens ansvar för de kyrkliga frågorna till Garde församling och för de borgerliga frågorna bildades Garde landskommun. Landskommunen inkorporerades 1952 i Ljugarns landskommun och ingår sedan 1971 i Gotlands kommun.  Församlingen utökades 2006.
1 januari 2016 inrättades distriktet Garde, med samma omfattning som församlingen hade 1999/2000.  
Socknen har tillhört samma fögderier och domsagor som Gotlands södra härad. De indelta båtsmännen tillhörde Gotlands andra båtsmanskompani.

## Geografi
Garde socken ligger i Gotlands östra inland, sydväst om Ljugarn. Socknen är lätt kuperad odlingsbygd med omgivande skogsmarker.
På Hemmor backe hade Garda Companie sin exercisplats och till minne därav finn en sten upprest.

### Gårdsnamn
Autsarve, Bjärges, Bolarve, Bote, Folkedarve, Frindarve, Guffride, Halvands, Hemmor, Hägulds, Juves, Kulde, Kyrkebols, Mårtens, Nygårds, Petarve, Prästgården, Robbenarve, Sindarve, Smiss, Sutarve, Tälleby, Österby.

## Fornlämningar
Sliprännor. i  både fast häll och i block. Från järnåldern finns gravfält, husgrunder och stensträngar, känd är storröset Digerrojr. Fem runristningar är kända och bildstenar finns vid kyrkan.

## Namnet
Namnet (1300-talet Gardha) är plural av gård i betydelsen 'inhägnad', oklart om det avser en gård eller kyrkplatsen.

## Befolkningsutveckling
| Befolkningsutvecklingen i Garde socken 1750–2020 | Befolkningsutvecklingen i Garde socken 1750–2020 | Befolkningsutvecklingen i Garde socken 1750–2020 | Befolkningsutvecklingen i Garde socken 1750–2020 | Befolkningsutvecklingen i Garde socken 1750–2020 |
| --- | ------------------------------------------------ | ------------------------------------------------ | ------------------------------------------------ | ------------------------------------------------ |
| |                                                  |                                                  |                                                  |                                                  |
| År |                                                  |                                                  | Folkmängd                                        |                                                  |
| 1750 | 1750                                             |                                                  | 324                                              |                                                  |
| 1760 | 1760                                             |                                                  | 336                                              |                                                  |
| 1769 | 1769                                             |                                                  | 364                                              |                                                  |
| 1780 | 1780                                             |                                                  | 381                                              |                                                  |
| 1790 | 1790                                             |                                                  | 358                                              |                                                  |
| 1800 | 1800                                             |                                                  | 360                                              |                                                  |
| 1810 | 1810                                             |                                                  | 413                                              |                                                  |
| 1820 | 1820                                             |                                                  | 383                                              |                                                  |
| 1830 | 1830                                             |                                                  | 405                                              |                                                  |
| 1840 | 1840                                             |                                                  | 441                                              |                                                  |
| 1850 | 1850                                             |                                                  | 440                                              |                                                  |
| 1860 | 1860                                             |                                                  | 456                                              |                                                  |
| 1870 | 1870                                             |                                                  | 471                                              |                                                  |
| 1880 | 1880                                             |                                                  | 489                                              |                                                  |
| 1890 | 1890                                             |                                                  | 465                                              |                                                  |
| 1900 | 1900                                             |                                                  | 437                                              |                                                  |
| 1910 | 1910                                             |                                                  | 479                                              |                                                  |
| 1920 | 1920                                             |                                                  | 474                                              |                                                  |
| 1930 | 1930                                             |                                                  | 445                                              |                                                  |
| 1940 | 1940                                             |                                                  | 443                                              |                                                  |
| 1950 | 1950                                             |                                                  | 381                                              |                                                  |
| 1960 | 1960                                             |                                                  | 369                                              |                                                  |
| 1970 | 1970                                             |                                                  | 309                                              |                                                  |
| 1980 | 1980                                             |                                                  | 266                                              |                                                  |
| 1990 | 1990                                             |                                                  | 232                                              |                                                  |
| 2000 | 2000                                             |                                                  | 232                                              |                                                  |
| 2010 | 2010                                             |                                                  | 213                                              |                                                  |
| 2020 | 2020                                             |                                                  | 184                                              |                                                  |
| Anm: Källor: Umeå universitet - Tabellverket 1749-1859, Demografiska databasen, CEDAR, Umeå universitet, Befolkningsutvecklingen i Gotlands socknar 2000 - 2010, Folkmängden per distrikt, landskap, landsdel eller riket efter kön. År 2015 - 2022. |                                                  |                                                  |                                                  |                                                  |

### Fotnoter
1. 1 2  Svensk Uppslagsbok andra upplagan 1947–1955: Garde socken
2. ↑  ”Folkmängden per distrikt, landskap, landsdel eller riket efter kön. År 2015 - 2022”. Statistikdatabasen. Statistiska centralbyrån. http://www.statistikdatabasen.scb.se/pxweb/sv/ssd/START__BE__BE0101__BE0101A/FolkmangdDistrikt/. Läst 23 april 2023.
3. ↑  Harlén, Hans; Harlén Eivy (2003). Sverige från A till Ö: geografisk-historisk uppslagsbok. Stockholm: Kommentus. Libris 9337075. ISBN 91-7345-139-8
4. ↑  ”Församlingar”. Statistiska centralbyrån. https://www.scb.se/hitta-statistik/regional-statistik-och-kartor/regionala-indelningar/forsamlingar/. Läst 30 december 2022.
5. ↑  Administrativ historik för Garde socken (Klicka på församlingsposten). Källa: Nationella arkivdatabasen, Riksarkivet.
6. ↑  Om Gotlands båtsmanskompani
7. 1 2  Sjögren, Otto (1931). Sverige geografisk beskrivning del 2 Östergötlands, Jönköpings, Kronobergs, Kalmar och Gotlands län. Stockholm: Wahlström & Widstrand. Libris 9939
8. 1 2 3  Nationalencyklopedin
9. ↑  Förteckning över slipskåror
10. ↑  Fornlämningar, Statens historiska museum: Garde socken
11. ↑  Fornminnesregistret, Riksantikvarieämbetet: Garde socken Fornminnen i socknen erhålls på kartan genom att skriva in sockennamn (utan "socken") i "Ange geografiskt område"
12. ↑  Mats Wahlberg, red (2003). Svenskt ortnamnslexikon. Uppsala: Institutet för språk och folkminnen. Libris 8998039. ISBN 91-7229-020-X. https://isof.diva-portal.org/smash/get/diva2:1175717/FULLTEXT02.pdf